# حور سا إسيت ب
حور سا إسيت ب كان كبير كهنة آمون في عام 874 قبل الميلاد. كان علماء المصريات الأوائل يعتقدون أنه كان كبير كهنة آمون (HPA) وابن كبير الكهنة ششنق ج، الذي ربما أصبح ملكًا في طيبة. ومع ذلك، أظهرت الأبحاث الحديثة التي أجراها كارل يانسن-وينكلين أن جميع آثار (الملك) حور سا إسيت الأول تثبت أنه لم يكن أبدًا كبير كهنة آمون في طيبة بنفسه، بل كان مجرد كاهن عادي لآمون. بينما كان حور سا إسيت الأسبق ملكًا في طيبة، فإنه بوضوح شخص مختلف عن حور سا إسيت ب الذي كان يشغل منصب كبير كهنة آمون. يظهر يانسن-وينكلين أيضًا أن ابن حور سا إسيت أ، [...دو]، كان مجرد كاهن عادي لآمون.
تم توثيق حور سا إسيت ب لأول مرة بوضوح ككبير كهنة آمون في أواخر عهد أوسركون الثاني على تمثال CGC 42225، الذي يحمل خرطوش هذا الملك. على الأرجح، تولى المنصب في طيبة عندما أعلن الكاهن الحالي، تاكيلوت ف، نفسه ملكًا تاكيلوت الثاني في السنوات الثلاث الأخيرة من عهد أوسركون الثاني. تم تكريس تمثال CGC 42225 بواسطة "كاتب رسائل إلى فرعون"، حور التاسع، الذي يُذكر على جدران المعبد J في الكرنك. تم بناء المعبد J في السنوات الأخيرة من حكم أوسركون الثاني بواسطة كبير الكهنة الحالي، تاكيلوت ف. خدم حور التاسع لاحقًا تحت حكم بيدوباست الأول وأوسر ماعت رع مري آمون ششنق السادس، اللذين كانا معاصرين مباشرين لـششنق الثالث من الأسرة الثانية والعشرين. أرسل ششنق الثالث مرة ابنه الثاني، باشدبست ب، إلى طيبة حيث "أضاف قاعة مدخل إلى الصرح العاشر في الكرنك، مؤرخة إلى عهد بيدوباست". خدم حور التاسع خلال فترة حكم بيدوباست الأول التي استمرت 25 عامًا وعاش حتى عهد ششنق السادس حيث تم نقش مخروط جنازته. ونتيجة لذلك، فإن كبير كهنة آمون حور سا إسيت لا يمكن أن يكون سوى حور سا إسيت ب لأنه كان معاصرًا لحور التاسع وخدم في نهاية عهد أوسركون الثاني. على النقيض من ذلك، توفي حور سا إسيت أ قبل السنة الثانية عشرة من حكم أوسركون الثاني.
تم توثيق حور سا إسيت ب أيضًا في المنصب في السنة السادسة من حكم ششنق الثالث في نص مستوى النيل رقم 6، وعاش حتى السنة 18 و19 من حكم بيدوباست الأول كما يظهر نص مقياس النيل رقم 27. خلال الحرب الأهلية الطويلة التي اندلعت بين قوات أوسركون ب وبيدوباست الأول للسيطرة على طيبة، انحاز حور سا إسيت ب إلى فصيل بيدوباست، حيث تُظهر نصوص قناطر الكرنك أنه أصبح كبير كهنة الأخير. توفي قبل السنة 23 من حكم بيدوباست الأول عندما تم الكشف عن أن كاهنه الجديد هو تاكيلوت (راجع نص قناطر النيل رقم 29).
بالتالي، خدم حور سا إسيت ب في المنصب لما يقرب من 3 عقود خلال فترة حكم أوسركون الثاني (آخر ثلاث سنوات)، ششنق الثالث (أول 7-8 سنوات)، وبيدوباست الأول (على الأقل 18-19 عامًا)، ويجب أن يكون الخصم الرئيسي لولي العهد أوسركون ب على هذا المنصب في طيبة لأنه كان مرتبطًا بمنافس أوسركون. يجب أن يكون حور سا إسيت ب شابًا نسبياً في أوائل الثلاثينات من عمره عندما تولى منصب كبير الكهنة بناءً على مسيرته الطويلة.